# Steinbült
Der Steinbült ist ein 261,4 m ü. NHN hoher Berg im Teutoburger Wald. Er liegt am Menkhauser Bachtal zwischen Lipperreihe und Oerlinghausen im nordrhein-westfälischen Kreis Lippe.
Der Berg besteht aus Kalkstein und ist überwiegend mit Buchen und Fichten bewaldet.

## Geographie
Der Steinbült liegt im Nordwesten des Naturpark Teutoburger Wald/Eggegebirge. Im Westen befinden sich der Tönsberg (333,4 m) und der Menkhauser Berg (271 m), im Norden der Merkstohlberg (245 m), im Süden die Senne und im Osten das Menkhauser Bachtal und der Brunsberg (277 m), sowie der Maakenberg (286 m).